# Бялозор, Юлиан Юлианович
Юлиан Юлианович Бялозор (Белозор) (10 января 1862, Свенцяны — 13 апреля 1942, Вильно) — русский военачальник, генерал-лейтенант.

## Биография
Из потомственных дворян Виленской губернии герба Венява (род известен с конца XV века).

### Образование
Учился в Виленском реальном училище (не окончил). В 1878 году поступил в Виленское пехотное юнкерское училище. В 1881 году — окончил училище по 2-му разряду, выпущен подпрапорщиком.

### Послужной список
- 9 января 1882 — прапорщик.
- 1 сентября 1884 — подпоручик 64-го пехотного Казанского полка.
- 25 октября 1888 — поручик.
- 11 декабря 1889 — штабс-капитан.
- 1890 — переведен в Приамурский край (служил в 6-м и 10-м Восточно-Сибирских линейных батальонах, 8-м и 9-м Восточно-Сибирских стрелковых батальонах, 5-м и 22-м Восточно-Сибирских стрелковых полках).
- 15 июля 1893 — Капитан.
- 26 февраля 1901 — подполковник.
- 13 мая 1904 — в бою на Цзинджоу командовал центром (12, 3, 8 и 4 роты) 5-го Восточно-Сибирского стрелкового полка. Тяжело контужен в голову, ранен осколком снаряда в левую руку и ружейной пулей навылет в левую ногу, без сознания оставлен на поле боя, вследствие этого взят японцами в плен.

Штабс-капитан Шастин и подполковник Белозор, почитаемые нами убитыми, жертвуя своей жизнью для спасения отступающих, собрали 4-ю роту и людей, около них бывших, и, остановившись, открыли огонь по обходящим японским колоннам. Эта команда вся легла до одного человека, но дала возможность отступить спокойно остальным… При этом 4-я и 8-я роты, помня приказание, что отступления не будет, отступать отказались. Ими командовал доблестный подполковник Белозор… Повернувшись лицом к неприятелю, зашедшему в тыл, удалые роты пачками заставили его скрыться за высотами. Японцы на горе белыми платками и жестами предлагали ротам сдаться, но в ответ получали дружные залпы. Пользуясь нерешительными действиями японцев, зашедших в тыл, подполковник Белозор задумал вывести роты из неравного боя и отдал приказание отступать… но тут подполковник Белозор и шт.-капитан Шастин увидали японские колонны, намеревавшиеся отрезать наши роты, отступавшие с центра позиции. Неприятель наступал от берега Талиенванского залива. У доблестных офицеров явилась мысль, для спасения своих воспрепятствовать этому обходу, несмотря на неприятеля, напирающего с гор, и вот они собирают людей, останавливают их, и открывают огонь залпами по обходящим; те повернули на них и в свою очередь стали обсыпать наших огнём из винтовок и пулеметов. Долго продолжался этот страшный бой, пока от наших героев не осталось ни одного человека, все до единого полегли в неравном бою, в конце концов защищаясь не только штыками, но и зубами. Подполковник Белозор, от потери крови, потерял сознание и упал. Капитан Шастин, простреленный в грудь на вылет, также упал; оба были подобраны японскими санитарами, но герои солдаты были все перебиты, и если капитан Шастин и подполковник Белозор уцелели, то только благодаря японскому офицеру, который не приказал их добивать.

- Декабрь 1905 — освобожден из плена.
- 3 мая 1907 — переведен в 76 пехотный Кубанский полк.
- 26 февраля 1908 — полковник (за боевые отличия).
- 1907 — выступал свидетелем защиты в Верховном военно-уголовном суде по делу отставки генералов Стесселя, Фока, Смирнова и Рейса.
- 7 июня 1909 — командир 263-го (с 30 августа 1909 года 207-го) Новобаязетского пехотного полка 52-й дивизии III Кавказского армейского корпуса (г. Темир-Хан-Шура).
- 23 июня 1912 — командир 10-го Сибирского стрелкового полка.
- 26 сентября 1912 — вступил в командование.
- 22 февраля 1913 — генерал-майор с назначением генералом для поручений при командующем войсками Приамурского военного округа и с зачислением по армейской пехоте.
- 17 октября 1914 — начальник санитарного отдела штаба 9-й армии.
- 13 февраля 1915 — врид начальника бригады 3-й Гренадерской дивизии.
- 26 февраля 1915 — начальник 2-й стрелковой бригады (с 28 марта 1915 дивизии).
- 12 июня 1915 — начальник 2-й стрелковой дивизии.
- 6 декабря 1915 — генерал-лейтенант (за боевое отличие) с утверждением в должности начальника дивизии.
- Сентябрь 1917 — врид командующего 9-й армии Румынского фронта.
- Декабрь 1917 — февраль 1918 — участвовал в создании 2-й добровольческой бригады под Кишинёвом (ок. 800 чел.).
- Февраль 1918 — распустил добровольческую бригаду.
- Март 1918 — отказался возглавить отряд офицеров, собранный полковником М. Г. Дроздовским в Кишинёве для похода на соединение с Добровольческой армией.

От посещения штаба 2-й Кишиневской бригады, не имевшей собственной материальной части, у Дроздовского остались самые неприятные впечатления... В это время в Кишиневе находилось большое число офицеров. 2 (15) марта, в помещении 4-го полка 2-й бригады, Михаил Гордеевич произнес перед ними яркую речь о целях похода... Дроздовский даже предложил командиру 2-й бригады генералу Ю.Ю. Белозору возглавить отряд (войдя, таким образом, в его подчинение). Однако последний отказался, сославшись на приказ штаба фронта, освобождающий всех от обязательств, данных по подписке и призвал всех не доверять "безумному плану Дроздовского".
- 1920 — Поселился в Вильне в собственном доме на Зверинце.

Похоронен на Антакальнисском (Антокольском) кладбище.

## Награды
- Орден Св. Станислава III степени (25.05.1893)
- Орден Св. Анны III степени (28.12.1897)
- Орден Св. Станислава II степени с мечами (27.01.1901)
- Орден Св. Анны II степени с мечами (15.06.1901)
- Золотое оружие с надписью «за храбрость» (30.01.1906 — «за бой на Цинаджоуской позиции под Порт-Артуром 13.05.1904»)
- Орден Св. Владимира IV степени (03.12.1908 — «за 25-летнюю беспорочную службу в офицерских чинах»)
- Орден Св. Владимира III степени (25.02.1911)
- Орден Св. Станислава I степени (06.12.1913)
- Орден Св. Анны I степени (13.05.1915)
- Орден Св. Владимира II степени с мечами (13.10.1915)
- Орден Св. Георгия IV степени (01.11.1915 — «за отличие в бою с австрийцами 20.10.1915»)
- Орден Св. Георгия III степени (07.10.1916)
- Орден Двойного Дракона III степени II класса (Китай)
- Орден Короны III степени (Пруссия)
- Орден Красного Орла IV степени (Пруссия)
- Орден Дракона (США)
- Медали:
  - в память царствования Александра III
  - в память военных событий в Китае 1900—1901 гг.
  - с бантом за русско-японскую войну 1904—1905 гг.
  - в память 300-летия Дома Романовых
  - за труды по отличному выполнению всеобщей мобилизации 1914 г.
- Нагрудный знак в память 50-летнего юбилея покорения Восточного Кавказа.